# Кларис Лиспектор
Кларис Лиспектор (на португалски: Clarice Lispector) е бразилска писателка от украинско-еврейски произход.

## Биография
Родена е на 10 декември 1920 г. в с. Чечелник (днес селище от градски тип във Виницка област), Украйна, в семейство на литовски евреи ашкенази, което малко по-късно емигрира и се установява в Бразилия през 1922 г.
През 1943 година, докато учи право в Бразилския университет в Рио де Жанейро, публикува първия си роман „Близо до дивото сърце“, който ѝ донася голяма популярност. През следващите години пише романи и разкази, както и множество публицистични текстове.
Голяма част от нейните текстове са публикувани след смъртта ѝ. Няколко от нейните романи и разкази са екранизирани.
Клариси Лиспектор умира в Рио де Жанейро на 9 декември 1977 г.

### Романи
- Perto do Coração Selvagem (1943)
- O Lustre (1946)
- A Cidade Sitiada (1949)
- A Maçã no Escuro (1961)
- A Paixão segundo G.H. (1964)
- Uma Aprendizagem ou O Livro dos Prazeres (1969)
- Água Viva (1973)
- A hora da Estrela (1977)

```
 
Мигът на звездата
 (2024), изд. "Колибри", превод: Илияна Чалъкова 
```

- Um Sopro de Vida (1978)

### Сборници с разкази
- Alguns contos (1952)
- Laços de família (1960)
- A legião estrangeira (1964)
Чуждестранният легион, изд.: „Жанет 45“, София (2017), прев. Даринка Кирчева, публикуван на български в „Кратки разкази завинаги“
- Felicidade clandestina (1971)
- A imitação da rosa (1973)
- A via crucis do corpo (1974)
- Onde estivestes de noite (1974)
- Para não esquecer (1978)
- A bela e a fera (1979)

### Детска литература
- O Mistério do Coelho Pensante (1967)
- A mulher que matou os peixes (1968)
- A Vida Íntima de Laura (1974)
- Quase de verdade (1978)
- Como nasceram as estrelas: Doze lendas brasileiras (1987)

### Журналистика
- A Descoberta do Mundo (1984, сборник от текстове от колонката ѝ в Jornal do Brasil)
- Visão do esplendor (1975)
- De corpo inteiro (1975, интервюта с известни личности)
- Aprendendo a viver (2004, сборник от текстове от колонката ѝ в Jornal do Brasil)
- Outros escritos (2005)
- Correio feminino (2006, сборник от текстове, писани под псевдоним за женски списания)
- Entrevistas (2007)